# 手術材料病理診断
手術材料病理診断（しゅじゅつざいりょうびょうりしんだん）は手術等で切除された組織や臓器について病理診断を行うこと。肉眼診断、病理標本による病理組織診断(病理組織学的検索)、特殊病理診断、病変部組織の検体検査等から構成される。

## 手術材料病理診断の工程
1. 肉眼診断
2. 固定
3. 切り出し
4. 病理標本作製
5. 顕微鏡での観察
6. 特殊病理診断
7. 病理診断書作成

### 肉眼診断
手術材料について写真撮影、スケッチ、コピーなどで記録し、大きさや重さを計測するとともに病変部の有無や特徴を観察し(視診や触診に相当)、肉眼診断の結果を記録する。
- 肉眼診断は執刀した外科医等が手術記録として固定前に行うこともある。また所属リンパ節の分離は外科医が担当することが多い。
- 腫瘍または臓器摘出手術を担当した外科医を交えて行われる手術材料検討会(gross conferance)は必要性が認識されているものの病理医(病理専門医)が不足しているので運用困難な施設がほとんどである。逆に肉眼診断を病理医が行っているかどうかは医療施設の評価の参考になる。

### 固定
手術で切除された直後の材料は生であるので、ホルマリン液等で固定する。検査方法によっては凍結、アルコール固定、グルタールアルデヒド液固定等の特殊な方法を用いる。

### 切り出し
肉眼診断の結果に基づき病理標本を作製するために材料の部分をメスで切り出す。診断すべき病変部が切り出されなければ当然診断はつかない。切り出しは病理医にとって重要な業務である。切り出しの適否が病理診断の信頼性に関係するので癌取扱い規約では切り出し方法が例示されていることが多い。
- 病理医が不在の医療施設では病理技師(臨床検査技師)が病理診断を担当する病理医の指導監督の下で切り出しを行うことがある。病理医は肉眼診断や切り出し部位の確認は写真やコピーで行う。

### 病理標本作製
病理標本はHE染色(ヘマトキシリンエオジン染色)が基本となっている。

### 顕微鏡での観察
作製された病理標本を顕微鏡で観察し所見を記録する。
- 病変によっては特殊な染色が必要となる。たとえばアミロイド症を疑うときはコンゴ赤染色、結核等の特殊な炎症を疑うときはチールネルゼン染色などの特殊な染色を追加することなどである。

### 特殊病理診断
- 電子顕微鏡学的病理診断(電顕病理診断)はホルモン産生腫瘍や軟部組織悪性腫瘍などで確定診断のために行われることがある。
- 悪性腫瘍遺伝子検査、抗悪性腫瘍剤感受性検査などは摘出腫瘍部について行われる。
- HER2モノクローナル抗体抗悪性腫瘍剤投与の適用を判断するためには腫瘍部分についてのHER2免疫染色またはFISH法遺伝子増幅解析が欠かせない。

### 病理診断書作成
肉眼診断、顕微鏡観察結果、特殊病理診断等を総合し、手術材料病理診断の診断書が完成する。術中迅速病理診断の結果がある場合は病理診断書に反映される。診断書は病理医が単独で作成する場合も多いが、病理医育成、信頼性向上などのためには複数病理医による検討や確認が望ましい。ダブルチェックを最低条件とする施設もある。また良性悪性の判断が難しい例や希少な症例の場合には別の専門病理医に意見を求めることがある。
- 病理診断書の記載には癌取扱い規約で定義された用語または記号が使われることが多い。

### 病理症例検討会等
担当臨床医と病理診断を行った病理医等が集まり院内で症例検討会が開催されることがある。術前診断、手術方法、術後治療方針等について肉眼診断、病理診断の結果を用いて検討される。臨床医にとっては病理診断が最終診断となり、病理医にとっては病理診断信頼性評価の場でもある。病理診断科が標榜されている医療施設では病理症例検討会等が行われているが、病理医の絶対数が不足しており開催運用は容易ではない。患者にとっては切除された臓器または腫瘍について検討結果は気になるところであり、その場合は主治医や病理診断を担当した病理医からファースト・オピニオンとして聞くことができる。

## 診療報酬の改定
2008年4月から病理診断科が外部に広告できるようになり、診療報酬点数表上でも第3部検査の病理学的検査から第13部病理診断に移った。第13部病理診断は第1節病理標本作製料と第2節病理診断・判断料で構成されている。
- 上記にある病理診断の工程のうち、肉眼診断、特殊病理診断の算定項目や、材料価格基準に病理診断の項(たとえば材料価格基準の別表Ⅳ、すなわち第3節特定保険医療材料）などはまだ整備されていない。病理医の診断実務工数の反映も十分ではないという。
- 病理医の医療での役割が期待されているものの、現状では病理医のなり手が少ない。病理医は病気の診断、治療、剖検例を含む症例検討など疾病全体にかかわっており、地域医療や医療機関の機能向上のために病理医は不可欠となっている。病理医を地域や各医療圏に確保するためには診療報酬整備が欠かせない。病理医育成を医学部講座に頼るだけではなく、診療報酬の裏打ちのある病理診断科に働く医師として研修し専門医トレーニングができるように整備するという意味もある。
- 病理診断を病理学的検査の検体検査として病理診断を含んだまま外注して検査差益を得る保険医療施設が存在したことも事実であり、このことが病理専攻者の意欲を削ぐ原因でもあった。この点は政令や通知による改善徹底の必要があるという。